# 예브노 아제프
예브노 피셀레비치 아제프(Евгений Филиппович (Евно Фишелевич) Азеф, 1869~1918)는 이중간첩이자 선동가이기도 한 러시아의 사회주의 혁명가이다. 그는 사회주의혁명당의 암살 조직가이자 러시아 제국의 비밀경찰인 공안질서수호국의 경찰 스파이였다. 아제프는 1904년에서 1908년 사이 사회주의혁망당 내에서 진급을 거듭해, 당 내 테러 분파의 지도자가 되었다.
1909년 혁명가 블라디미르 부르체프가 아제프의 이중간첩 활동을 폭로한 이후, 아제프는 독일로 도피하였고 1918년 베를린에서 사망했다.